# Ainsi sont les hommes (film, 1957)
Ne doit pas être confondu avec Ainsi sont les hommes (film, 1923).
Pour plus de détails, voir Fiche technique et Distribution.
Ainsi sont les hommes (titre original : Wenn Frauen schwindeln, litt. Quand les femmes trichent) est un film allemand réalisé par Paul Martin et sorti en 1957.

## Synopsis
Daisy, la fille de l'inventeur de jouets millionnaire Hellmann, est reporter au journal féminin Damenwelt. Dans de plus en plus de nouveaux reportages, elle veut montrer ce que sont vraiment les hommes : dans un accident de la circulation avec son patron Karl, par exemple, elle compte les passants pour prouver que seule une femme dans une telle situation s'arrêterait et aiderait. La tante de Daisy est enthousiasmée par le zèle journalistique de la nièce, tandis que son père réagit de façon moins euphorique, d'autant plus que l'approche de Daisy provoque toujours de nouveaux rappels de la police pour les troubles du public.
Dans une nouvelle expérience, Daisy veut prouver qu'un homme aiderait un belle voleuse plutôt qu'une laide. Elle prétend avoir volé un bracelet et demande au musicien de jazz et chef d'orchestre Peter Krüger dans la rue de l'aider à détourner la police. Il l'emmène à son hôtel où joue son groupe et entreprend de ramener la présumée voleuse sur le droit chemin de la vertu. Elle est autorisée à dormir sur le canapé de sa chambre d'hôtel et il lui trouve un travail de chanteuse dans sa revue. L'expérience de Daisy se développe, car elle peut désormais "enquêter sur l'homme en tant que dompteur" qui succombe plus facilement à une femme qu'il pense avoir "apprivoisée".
Cependant, Peter trouve son travail journalistique dans un placard et veut maintenant lui rendre la monnaie de sa pièce. Quand Daisy invente qu'un ancien compagnon fut libéré de prison et qu'une chaîne qu'il avait volée n'a pas été retrouvée, Peter annonce le lendemain avoir été avec ce compagnon qui lui a tiré dans le bras et menace maintenant de le tuer. Mais au moment où Peter prétend vouloir obtenir la chaîne pour que Daisy puisse commencer une nouvelle vie sans stress, la tante s'invite à son tour. Elle doit porter le collier prétendument volé dans le théâtre, où Daisy veut la voler à nouveau devant les yeux de Peter, pour l’empêcher de changer de voie. Quand le père de Daisy l'aura appris, il voudra obliger Daisy à renoncer à sa mascarade et informera la police qu'un vol a eu lieu dans le théâtre.
Lorsque Daisy vole la chaîne à sa tante, elle est arrêtée par la police, qui ne la croit pas à l'interrogatoire. En réalité, il s'agit de sa chaîne et tout a été mis en scène uniquement pour un article de journal. Même sa tante et Karl l'abandonnent et affirment ne pas connaître Daisy de peur d'être emprisonnés. Le lendemain seulement, Daisy est libérée sous caution et apprend par hasard que non seulement Peter savait qui elle était, mais que son père avait vendu ses manuscrits au prix de 10 000 deutsche marks. Elle est frénétique et décide, en revanche, d'épouser son patron Karl. Au cours de la fête de fiançailles avec Karl, elle apprend que Peter voulait l'argent afin de payer la caution. C'est ainsi que Daisy et Peter se retrouvent ensemble à la fin.

## Fiche technique
- Titre : Ainsi sont les hommes
- Titre original : Wenn Frauen schwindeln
- Réalisation : Paul Martin assisté de Maria von Frisch
- Scénario : Gábor von Vaszary, Tibor Yost (de)
- Musique : Heino Gaze (de)
- Direction artistique : Albrecht Becker, Herbert Kirchhoff
- Costumes : Helmut Holger (de)
- Photographie : Karl Löb
- Son : Clemens Tütsch
- Montage : Johanna Meisel (de)
- Production : Waldemar Frank (de)
- Sociétés de production : Central-Europa-Film, Alfu-Film
- Société de distribution : Europa-Filmverleih AG
- Pays de production :  Allemagne de l'Ouest
- Langue : allemand
- Format : Noir et blanc - 1,66:1 - Mono - 35 mm
- Genre : Comédie
- Durée : 92 minutes
- Dates de sortie :
  - Allemagne de l'Ouest : 29 décembre 1957.
  - Danemark : 12 octobre 1959.

## Distribution
- Bibi Johns : Daisy Hellmann
- Erik Schumann : Peter Krüger
- Fita Benkhoff (de) : Tante Fita
- Boy Gobert : Karl
- Peer Schmidt (de) : Jimmy Paust
- Gustav Knuth : Hellmann
- Friedel Hensch : Friedel, le propriétaire du théâtre de variétés
- Ursula Borsodi : Corry
- Hubert von Meyerinck : Wuttke
- Kurt Pratsch-Kaufmann : Le commissaire
- Fred Bertelmann : Le chanteur
- Urssa Garena : La chanteuse
- Harry Hardt : Le chef de la police
- Siegfried Dornbusch (de) : Bob
- Alexa von Porembsky : La conductrice